# Сергеев, Максим Борисович
Максим Борисович Сергеев (род. 23 февраля 2003) — российский хоккеист, защитник.

## Биография
На детско-юношеском уровне занимался в школах «Олимпиец» (Балашиха, 2011—2018), «Химик» Воскресенск (2018—2020), ХК «Балашиха» (2020—2021). В 2021 году перешёл в польский клуб «Заглембе», играл в основном за молодёжную команду и за фарм-клуб. В чемпионате Польши провёл пять матчей в сезоне 2021/22.
В июне 2023 года стало известно, что Соколов задержан в Польше по подозрению в шпионаже. В декабре 2024 года он был приговорён к двум годам и 11 месяцам тюрьмы и оштрафован на 1220 евро. Он должен был пробыть в тюрьме до мая 2025 года, после чего депортирован в Россию.